# Guy Michel Lejay
Pour les articles homonymes, voir Lejay.
 (février 2011).
Guy Michel Lejay, connu par la Bible polyglotte qui porte son nom, était avocat au parlement de Paris, et naquit dans cette ville, en 1588, de parents nobles. 

## Biographie
Trois hommes d'un rare mérite, le cardinal Du Perron, Jacques de Thou et François Savary de Brèves, avaient conçu le projet de donner une Bible polyglotte ; mais diverses circonstances firent échouer ce projet. L'avocat Lejay résolut de le faire revivre et de le conduire à sa fin. Il avait étudié les langues anciennes, qu'il ne sut néanmoins jamais que médiocrement mais il avait de la fortune, il était laborieux, et les ressources ne manquaient pas ; il s'adjoignit les hommes les plus savants de son temps. Le père Jean Morin de l'Oratoire, Philippe d'Aquin, juif converti, Godefroy Hermant, chanoine de Beauvais, et trois maronites du Liban, furent chargés de réviser les livres de l'Écriture sainte, chacun dans la langue qu'il entendait. Jacques Sanlecque, fameux artiste, fondit les caractères, et Antoine Vitré, ou Vitray, imprimeur du roi, entreprit l'impression ; elle commença en 1628. Mais d'un autre côté, la cour de Rome, sollicitée par des savants étrangers qui voulaient aussi tenter une pareille entreprise ; de l'autre, les tracasseries de Gabriel Sionite, l'un des collaborateurs, arrêtèrent souvent la marche de cette opération. Il fallut tout l'ascendant que le cardinal de Bérulle avait sur l'esprit du pape et des cardinaux pour lever les difficultés qui venaient de cette capitale du monde chrétien (voir l'Histoire du cardinal de Bérulle, par Tabaraud, t. 2, 1. 4, ch. 4). 
Enfin l'ouvrage fut terminé en 1645. Il est intitulé Biblia hebraïca, samaritana, chaldaïca, grœca, syriaca, latina, arabica, quibus textus originales totius Scripturœ sacrée, quorum pars in editione Complutensi, deinde in Antuerpiensi regiis sumplibus extat, non integri ex manuscriptis Mo fere orbe qucp.sitis exemplaribus exhibentur. C'est dans l'inscription en style lapidaire qu'il est question de Lejay, et de la part qu'il y a eue : Régnante Ludovico XIV, felici, triumphatore, etc., augustes régis sœculorum immortalis codices, sacras paginas sep- teno idiornate résonantes... ceterno immortalitatis templo appendil, summo perennitatis autori offerente et consacrante Guidone Michaele Lejay, dut, dicat, vovet. 
Dans la première des deux préfaces qui suivent l'inscription, Lejay rend un compte succinct de l'ouvrage : elle est datée du 1er octobre 1645. Cette Polyglotte a 9 tomes en 10 volumes ; le nombre des langues qu'elle renferme est porté dans le titre. L'exécution en est magnifique, c'est un chef-d'œuvre de typographie mais elle fourmille de fautes qui viennent des éditeurs et des imprimeurs ; tout le monde en convient. L'usage en est incommode, tant à cause de l'énorme grosseur des volumes que de la mauvaise distribution des textes et des versions. Richelieu, jaloux de marcher sur les traces de Ximenès, voulait que la Polyglotte portât son nom, et il offrait de rembourser tous les frais et d'indemniser Lejay : celui-ci se refusa constamment à toute proposition ; il sacrifia, pour immortaliser son nom, dix-sept ans de travaux et francs qu'il avait de son patrimoine, sans compter les dettes qu'il contracta et dont ne put jamais s'acquitter entièrement. II aurait encore eu le moyen de retirer une partie des frais, s'il avait voulu consentir à traiter avec les Anglais, pour un nombre considérable d'exemplaires au-dessous des prix ordinaires ; mais il fut inflexible, et les Anglais imprimèrent leur Polyglotte de Walton, laquelle fit tomber celle de Lejay. Pour récompense des services qu'il avait rendus au public par l'édition de la grande Bible, ouvrage majestueux, consacré à la gloire du règne du roi et de la régence de la reine sa mère, et à l'honneur et à la réputation singulière de la France, Lejay obtint des lettres de confirmation de noblesse ; le roi le nomma conseiller en son conseil d'État et privé, et lui accorda toutes les prérogatives et appointements attachés à cette dignité, pour laquelle il prêta serment au mois de janvier 1646. Le 30 octobre de l'année suivante, Lejay, qui avait embrassé l'état ecclésiastique, fut pourvu du doyenné de Sainte-Marie-Madeleine de Vezelay, en Bourgogne. Lorsque le conseil d'État fut réduit à vingt-quatre membres, en 1657, Lejay se trouva du nombre des conseillers réformés, il paraît qu'à cette époque le cardinal Mazarin lui fit accorder une somme de 19 000 livres. Lejay mourut, avec la seule qualité de doyen de Vezelay, le 10 juillet 1674, âgé de 86 ans. C'est sans fondement qu'on l'a accusé, ainsi que l'imprimeur Vitré, d'avoir détruit les caractères orientaux qui avaient servi à l'impression de la Polyglotte, afin qu'on ne pût rien imprimer d'aussi beau en ce genre (voir : François Savary de Brèves).

## Source
« Guy Michel Lejay », dans Louis-Gabriel Michaud, Biographie universelle ancienne et moderne : histoire par ordre alphabétique de la vie publique et privée de tous les hommes avec la collaboration de plus de 300 savants et littérateurs français ou étrangers, 2e édition, 1843-1865 [détail de l’édition]